# Tommaso Francesco Testa
Pour les articles homonymes, voir Testa.
Tommaso Francesco Testa  (Pratolungo, 1867-1934) est un peintre italien actif en Val Varaita et environs, dans la province de Coni, au XIXe et au début du XXe siècle.

## Biographie
Tommaso Francesco Testa est un « peintre itinérant » d'art sacré. Il a réalisé des fresques disséminées sur de nombreux « piloni votivi », maisons, chapelles et églises du Val Varaita et dans les régions limitrophes.
Il est né à Pratolungo di Sampeyre en 1867 et mort en ce même endroit en 1934.
Outre son activité d'artiste peintre, il était aussi instituteur de l'école de sa commune de naissance.

## Œuvres
Il a réalisé dans le val Varaita 32 « piloni votivi » ainsi que de nombreuses fresques sur des maisons privées et dans quelques chapelles comme celles de la Cappella dei Santi Rocco e Sebastiano à borgata Rossi (Sampeyre) (1930), ou les peintures et stucs du chœur de la chapelle Santa Delibera a Morero (Sampeyre) (1908).
Il a aussi réalisé quelques tableaux à caractère sacré et restauré divers piloni votivi.
Il a réalisé les fresques du piloni votivi dit Piloun Champ Garnìe à Foresto et restauré celui de borgata Martini nel (1925).